# Chiesa di Maria Santissima della Misericordia e Santa Fede
La chiesa di Maria Santissima della Misericordia e Santa Fede è luogo di culto cattolico situato nel quartiere di San Fruttuoso, in via Don Orione, nel comune di Genova nella città metropolitana di Genova. La chiesa è sede della parrocchia omonima del vicariato di San Fruttuoso dell'arcidiocesi di Genova.

## Storia e descrizione
Conosciuta semplicemente come chiesa di Santa Fede, si trova in corso Sardegna.
La chiesa, che riprende il titolo parrocchiale della soppressa chiesa omonima che si trovava nel quartiere di Prè, fu costruita nel 1932 su progetto dell'architetto Piero Barbieri e inaugurata il 18 dicembre dello stesso anno dal cardinale di Genova Carlo Dalmazio Minoretti, che già nel 1926 aveva costituito la nuova parrocchia, decretando nello stesso tempo la soppressione della vecchia parrocchia di Santa Fede, che fu accorpata a quella di San Sisto.
La chiesa, consacrata il 10 maggio 1952 dal cardinale Giuseppe Siri, conserva opere provenienti dall'omonima chiesa soppressa e dall'oratorio di San Tommaso di Prè, nella maggior parte di artisti genovesi del Seicento. Tra queste San Tommaso condannato al fuoco e Predica di san Tommaso al re delle Indie di Giovanni Andrea De Ferrari, Transeverberazione di santa Teresa di Gregorio De Ferrari, Battesimo dei Re Magi di Giovanni Andrea Ansaldo, San Tommaso riceve la cintola dalla Madonna di Giovanni Battista Carlone, Crocifisso e la Maddalena di Giulio Benso.